# Корраль (Чили)
Корра́ль (исп. Corral) — посёлок в Чили, расположенный между заливом Корраль и устьем реки Вальдивия. Административный центр одноимённой коммуны. Население — 3670 человек (2002). Посёлок и коммуна входит в состав провинции Вальдивия и области Лос-Риос.
Территория коммуны —  766,7 км². Численность населения — 5.250  жителей (2007). Плотность населения — 6,85 чел./км².

## Расположение
Посёлок расположен в 20 км на юго-запад от административного центра области города Вальдивия.
Коммуна граничит:
- на северо-востоке — c коммуной Вальдивия
- на востоке — с коммуной Паильяко
- на юге — c коммуной Ла-Уньон

На северо-западе коммуны расположен Тихий океан.

## Демография
Согласно сведениям, собранным в ходе переписи Национальным институтом статистики,  население коммуны составляет 5.250  человек, из которых 2.733  мужчины и 2.517  женщин.
Население коммуны составляет 1,4 % от общей численности населения области Лос-Риос. 35,22 %  относится к сельскому населению и 64,78 % — городское население.